# Bakersfield (Misuri)
Bakersfield es una villa ubicada en el condado de Ozark en el estado estadounidense de Misuri. En el Censo de 2010 tenía una población de 246 habitantes y una densidad poblacional de 69,28 personas por km².

## Geografía
Bakersfield se encuentra ubicada en las coordenadas 36°31′36″N 92°8′53″O / 36.52667, -92.14806. Según la Oficina del Censo de los Estados Unidos, Bakersfield tiene una superficie total de 3.55 km², de la cual 3.55 km² corresponden a tierra firme y (0.07%) 0 km² es agua.

## Demografía
Según el censo de 2010, había 246 personas residiendo en Bakersfield. La densidad de población era de 69,28 hab./km². De los 246 habitantes, Bakersfield estaba compuesto por el 96.75% blancos, el 0% eran afroamericanos, el 0.41% eran amerindios, el 0% eran asiáticos, el 0% eran isleños del Pacífico, el 0.41% eran de otras razas y el 2.44% pertenecían a dos o más razas. Del total de la población el 1.63% eran hispanos o latinos de cualquier raza.